# Samsung Galaxy A12
Samsung Galaxy A12 este un smartphone Android produs de Samsung Electronics. Acest telefon a fost anunțat pe 24 noiembrie 2020, ca succesor al modelului Samsung Galaxy A11.
Samsung Galaxy A12 nu a fost disponibil în Statele Unite până în aprilie 2021. Modelul Galaxy A12 lansat în SUA avea 3 GB RAM și o cameră principală de 16 MP, în loc de 48 MP, prezentă pe modelele mai noi.
În Europa, Samsung a lansat Galaxy A12 la un preț de 179 € pentru varianta de 3 GB RAM + 32 GB stocare și 199 € pentru varianta de 6 GB RAM + 128 GB stocare.
Samsung a lansat Galaxy A12 în India pe 16 februarie 2021, la un preț de Rs. 12.999 pentru modelul de 4 GB RAM + 64 GB stocare internă, în timp ce varianta de 4 GB RAM + 128 GB stocare internă a fost prețuită la Rs. 13.999. Pe 12 august 2021, Samsung a relansat telefonul cu Exynos⁠(d) 850 SoC în India. Această variantă putea fi achiziționată cu configurații de 4 GB RAM + 64 GB stocare internă și 6 GB RAM + 128 GB stocare internă. Modelul de 4 GB costa Rs. 13.999, iar modelul de 6 GB costa Rs. 16.499, respectiv.
In America de Nord, Samsung a lansat Galaxy A12 în aprilie 2021 la un preț de 180 USD pentru modelul de 4 GB RAM + 64 GB stocare internă, în timp ce în alte țări precum Canada se vindea versiunea de 3 GB RAM + 32 GB stocare la un preț de 220 dolari canadieni (C$). De asemenea, acest model funcționează cu chipsetul MediaTek Helio P35.
Pe 9 august 2021, a fost anunțată o nouă variantă a telefonului denumită Samsung Galaxy A12 Nacho. Spre deosebire de modelul anterior cu procesorul MediaTek Helio P35, această variantă are la bază procesorul Samsung Exynos⁠(d) 850 cu un CPU octa-core și tehnologie de fabricație pe 8 nm. De asemenea, sistemul de operare a fost actualizat la Android 11. În rest, specificațiile lui Galaxy A12 și Galaxy A12 Nacho sunt foarte asemănătoare, cu excepția faptului că varianta Nacho acceptă protocoale Wi-Fide 2.4 GHz și 5 GHz, în timp ce modelul anterior suporta doar 2.4 GHz.
În 2021, Galaxy A12 a fost cel mai bine vândut și livrat smartphone la nivel mondial, cu aproximativ 51,8 milioane de unități livrate. A fost singurul smartphone care a depășit vânzările de 50 de milioane de unități ale unui singur model într-un an, depășind Samsung Galaxy A21s⁠(d) și Samsung Galaxy A31⁠(d), precum și seria Apple IPhone 11⁠(d), IPhone 12⁠(d) și iPhone 13, alături de Redmi 9⁠(d) și Redmi 9A.

## Specificații

### Hardware

#### Display
Ecranul lui Galaxy A12 este un IPS LCD de 6.5 in (170 mm) cu rezoluție 720 × 1600 pixeli și rata de reîmprospătare de 60 Hz.

#### Stocare și memorie
Telefonul are un slot dedicat pentru card microSDXC și următoarele configurații de stocare internă: 32 GB + 2 GB RAM, 32 GB + 3 GB RAM, 64 GB + 4 GB RAM, 128 GB + 3 GB RAM, 128 GB + 4 GB RAM, 128 GB + 6 GB RAM.

#### Procesor
Telefonul este echipat cu procesorul Mediatek⁠(d) MT6765 Helio P35 (SoC), construit pe un proces tehnologic de 12 nanometri (nm). Acest procesor are un CPU octa-core care este împărțit în două grupuri: un grup de înaltă performanță și un grup cu eficiență energetică. Grupul de înaltă performanță are patru nuclee Cortex-A53 tactate la 2,3 GHz, în timp ce grupul cu eficiență energetică are de asemenea patru nuclee Cortex-A53 tactate la 1,8 GHz.
Procesorul MediaTek Helio P35 (SoC) are integrat și un GPU IMG PowerVR GE8320⁠(d) care funcționează la 680MHz.

#### Camere
Samsung Galaxy A12 dispune de un sistem de patru camere pe spate, amplasate într-un modul negru cu formă pătrată rotunjită, însoțite de un bliț LED separat. Camera principală are un senzor de 48 MP cudiafragmă f/2.0, distanță focală de 26 mm și focalizare automată. Camera ultra-wide este o unitate de 8 MP cu diafragmă f/2.2 și un câmp vizual (FoV) de 123°. Atât camera macro (pentru prim-planuri) cât și senzorul de adâncime (pentru efectul de bokeh) sunt senzori de 2 MP cu diafragmă f/2.4. Camera frontală are o rezoluție de 8 MP. Înregistrarea video este posibilă la rezoluție maximă de 1080p la 30 fps pentru camera principală, ultra-wide și camera frontală.

#### Baterie și altele
Bateria telefonului este o Li-Po de 5000 mAh nedetașabilă și poate fi încărcată rapid (15 W) prin portul USB-C situat între mufa pentru căști de 3,5 mm pentru căști și singurul difuzor. Senzorul de amprentă este integrat în butonul de pornire din partea dreaptă.

### Software
Smartphone-ul a fost livrat cu One UI Core 2.5 peste Android 10, preinstalat cu multe aplicații Google standard. O actualizare oficială la One UI Core 4 și Android 12 a fost disponibilă în august-septembrie 2022. Versiunea Nacho a fost lansată cu One UI Core 3.1 și Android 11. Se promite să primească cel puțin două actualizări majore de sistem de operare în timpul duratei sale de viață. Ambele versiuni vin cu Samsung Knox⁠(d), ajutat de protecția antivirus McAfee.